# Presse-agrumes
Le presse-agrumes, souvent nommé presse-citron, est un extracteur de jus destiné à presser le jus des agrumes comme le citron ou le citron vert. Le presse-agrumes offre plus de possibilités, souvent au moyen de noyaux interchangeables et est capable de presser de plus gros fruits, comme les oranges, les grapefruits ou autres pamplemousses. Le presse-agrumes utilise le principe bien antérieur du presse-citron.
La pulpe des agrumes contient beaucoup d'eau. Le jus peut être extrait par une légère pression sur les quartiers entourés de fines membranes, brisant les alvéoles pleins de jus. C'est pourquoi il est facile d'extraire le jus de citron, en pressant simplement un demi-citron avec la main. Mais on obtient plus de jus en utilisant un presse-citron.
Le jus de citron est utilisé dans le monde entier pour la cuisine et la confection de boissons. En Europe, il est utilisé depuis le Moyen Âge dans beaucoup de recettes. Cependant, pendant longtemps, les citrons n'ont été pressés qu'à la main. Les presse-citrons n'apparaissent qu'au début du XVIIIe siècle. Depuis, de nombreux modèles fonctionnant selon divers principes ont été développés et réalisés en matériaux variés. En 2007, plus de 300 brevets ont été attribués pour de nouveaux types de presse-citron,. Selon que celui-ci est destiné à un usage ménager ou professionnel, on trouve de petits modèles maniables mais demandant une certaine force, des modèles plus encombrants mais qui requièrent moins d'efforts, ou encore d'autres qui sont mûs électriquement.

## Histoire

### Les débuts

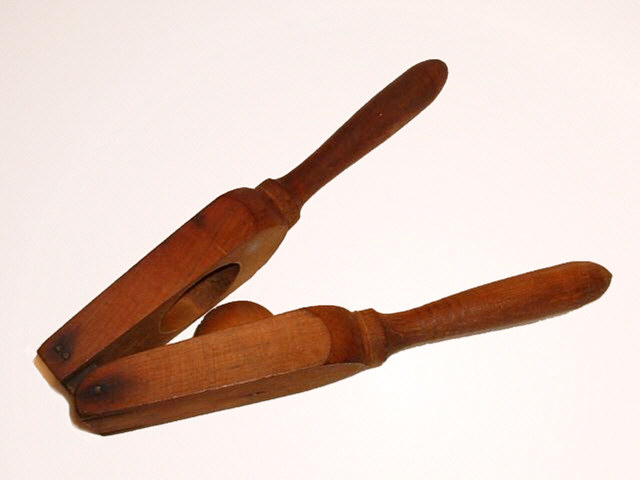
1 - Presse-citron historique sicilien en bois

Les plus anciens presse-citrons connus ont été retrouvés dans la ville turque de Kütahya et datent du premier quart du XVIIIe siècle. Ces presse-citrons en céramique, réalisés dans le style typique des travaux de poterie turcs du XVIIIe siècle, présentent une ressemblance superficielle avec les instruments couramment utilisés aujourd'hui, mais sont construits différemment. Le cône de pressage est creux et perforé à la base. À l'intérieur se trouve une colonne qui se termine par un trou situé au fond du presse-citron. Le jus ne coule donc à travers le fond que lorsqu'il atteint un niveau suffisant pour submerger la colonne et couler à l'intérieur. Ce type de modèle n'était pas produit en masse : il s'agissait d'un appareil spécialement destiné à la préparation d'une boisson populaire appelée sharbat, qui peut être à base de jus de citron. Un autre presse-citron turc datant de 1741 a également été conservé. Les citrons ne poussent pas naturellement au nord de la Turquie, mais ils ont été importés en grandes quantités aux XVIIe et XVIIIe siècles à Constantinople.
Au XVIIIe siècle, les presse-citrons ont aussi été utilisés en Europe. Ils fonctionnaient probablement sur le modèle des presses à pommes de terre ou des presse-ails : des instruments en forme de pince qui pressent les fruits avec un piston dans un cylindre perforé d'où coule le jus. L'écrivain Jean Paul évoque dès 1798 de tels presse-citrons : « … je dis que si vous ne pressiez pas les minutes, ces grains de la grappe de chacune de vos heures, au moins avec quelque presse-citron - - - qu'est-ce qu'il en sortirait au bout ? ».
Il est probable que l'on n'utilisait pas systématiquement des presse-citrons spécialement fabriqués dans ce but, mais que l'on se servait plutôt simplement des presses à pomme de terre que l'on avait sous la main. Cet usage est évoqué dans La fromagerie de Vehfreude, roman de Jeremias Gotthelf publié en 1850. Il y raconte, à propos des clients d'un marchand ambulant quelque peu douteux : « Il arrive souvent à ces pauvres diables la même chose qu'aux citrons [...] : on les y presse trois fois, la première avec le pouce, la seconde avec la main et la troisième avec la presse à pommes de terre. » Cette citation semble indiquer que le pressage mécanique finit par supplanter le pressage manuel.
Au Royaume-Uni, les presse-citrons ne se sont largement répandus qu'à partir de la seconde moitié du XIXe siècle, et peut-être encore plus tard en France, puisqu'ils n'apparaissent pas encore dans les dictionnaires.

### La mécanisation auXIXesiècle

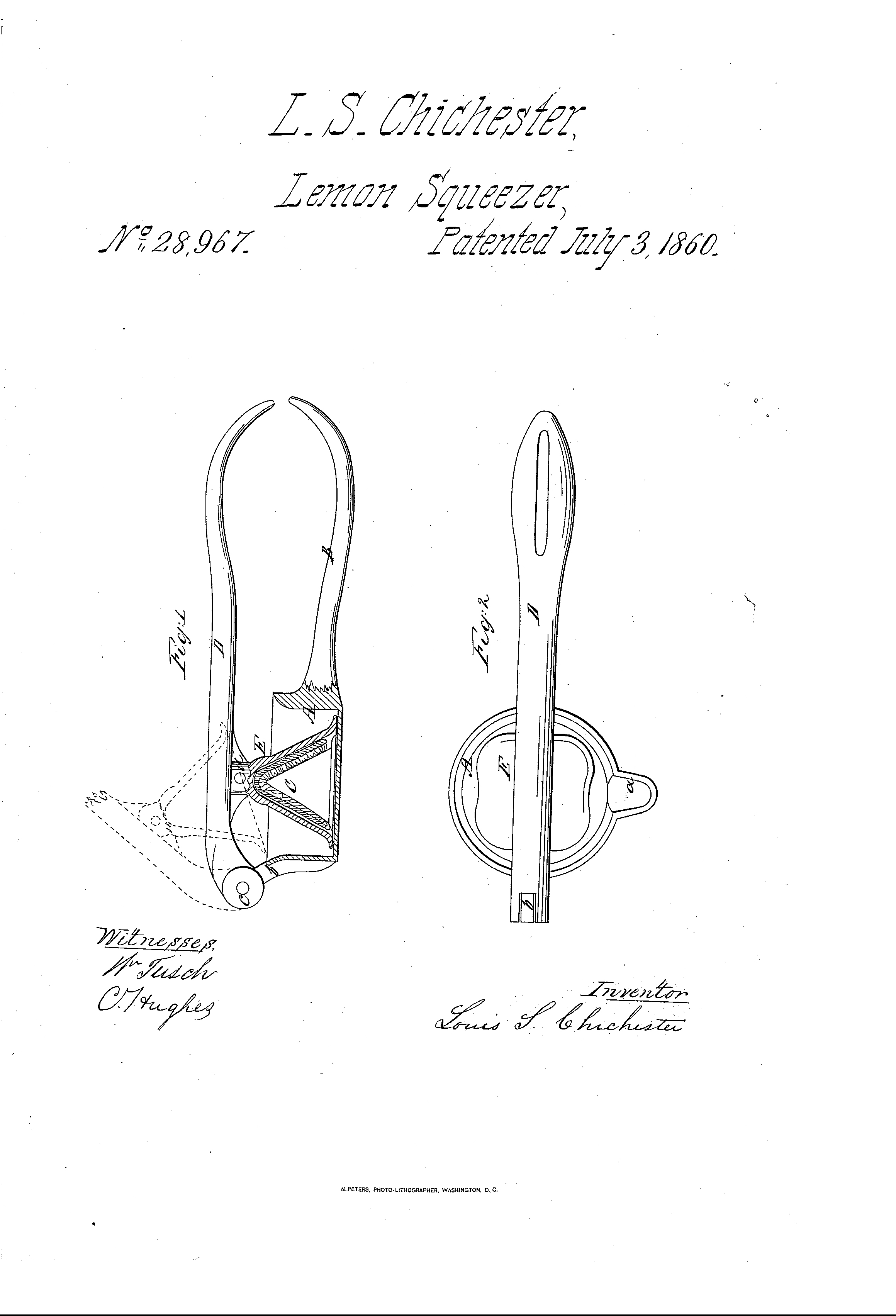
2 - Brevet de L. S. Chichester, 1860, le plus vieux brevet américain pour un presse-citron, en fonte

À la fin du XIXe siècle, une grande quantité de brevets ont été déposés sur des presse-citrons d'un nouveau genre. En 2007, le Bureau américain des brevets comptait plus de 200 brevets pour des presse-citrons, dont la majorité date d'entre 1880 et 1910. Le plus vieux d'entre eux a été déposé par Lewis S. Chichester le 3 juillet 1860 (fig. 2). Il s'agissait d'un modèle en forme de pince fabriqué en fonte. Selon la description du brevet, ce modèle nécessitait moins de force que les modèles usuels.
Un appareil comparable en bois s'est transmis parmi les étudiants du Trinity College de Dublin. Il s'agissait initialement d'un ustensile pour la préparation du punch. Mais William W. Niles, devenu plus tard évêque du New Hampshire, établit l'usage de transmettre en fin d'année le presse-citron à la classe la plus prometteuse de l’année suivante. Batailles et rivalités s'ensuivirent pour décrocher la récompense. Le presse-citron fut volé plusieurs fois, et depuis, de nombreux exemplaires circulent, tous présentés comme étant l'original. Cependant, la tradition se poursuit encore aujourd'hui.
Les brevets déposés au tournant des XIXe et XXe siècles reflètent une multitude de principes d'utilisation. Ils vont du petit modèle de table destiné à presser un quartier dans un verre ou sur une assiette, jusqu'à l'appareil lourdement mécanisé, que l'on doit fixer par des serre-joints à une table de cuisine ou un bar. Mais presque tous ces brevets décrivent des systèmes exerçant une pression directe sur le citron, sans rotation. Ils ne se distinguent que par le moyen utilisé pour réaliser cette action. La plupart du temps, il s'agit d'un effet de levier ou d'une presse à vis. Il est désormais impossible de déterminer le nombre d'appareils mis sur le marché pour chacun de ces brevets.

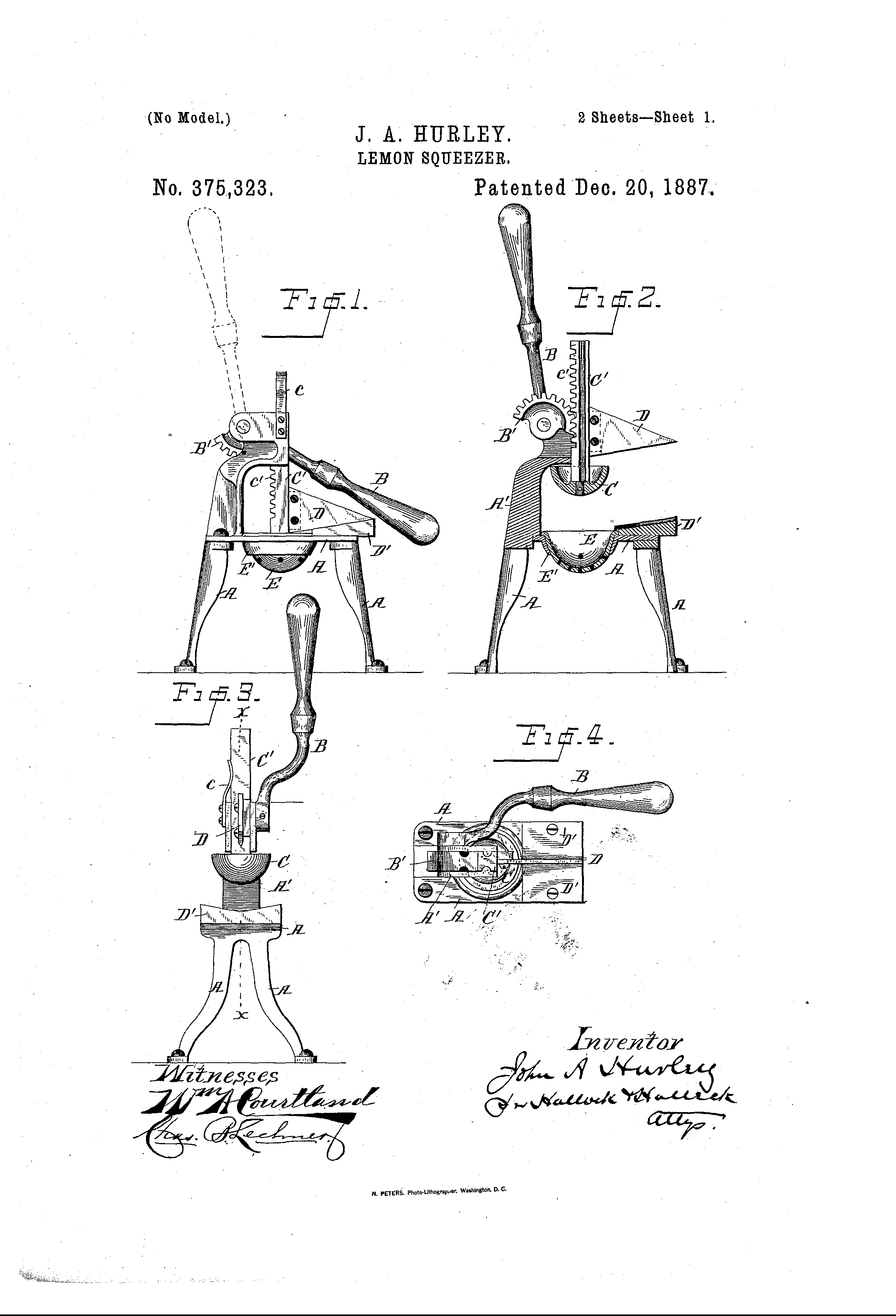
Brevet américain pour un presse-citron de Hurley, 1887
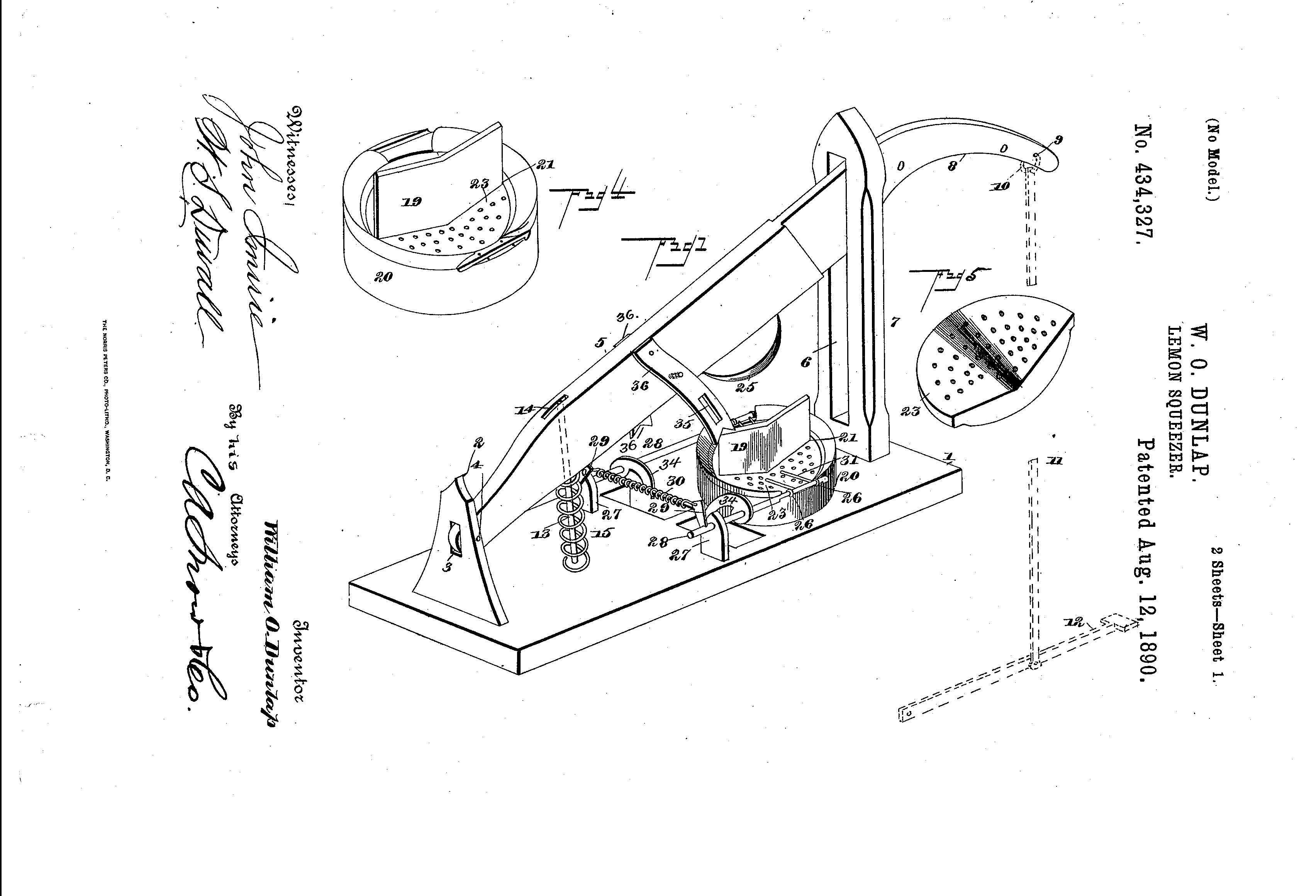
Dunlap, 1890
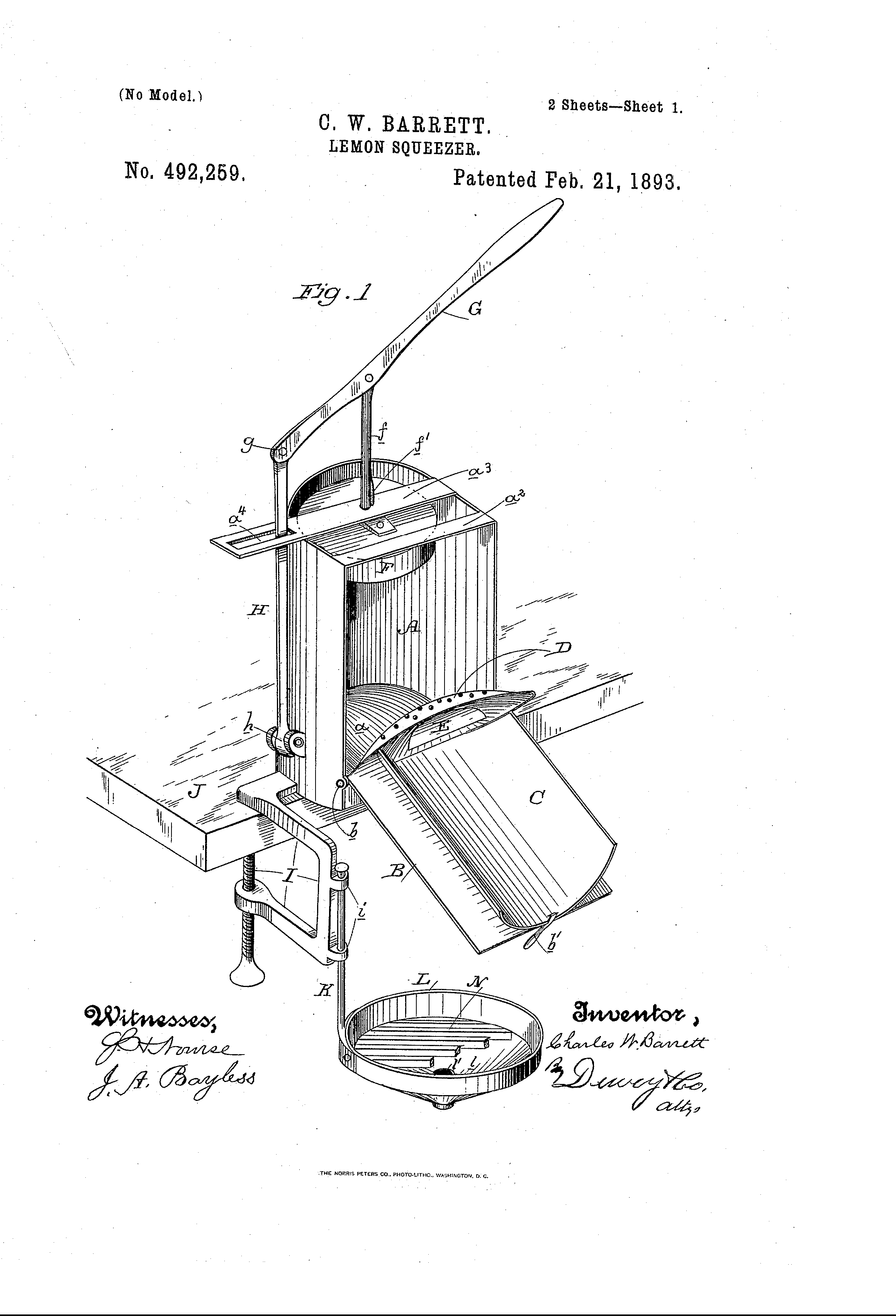
Barret, 1893
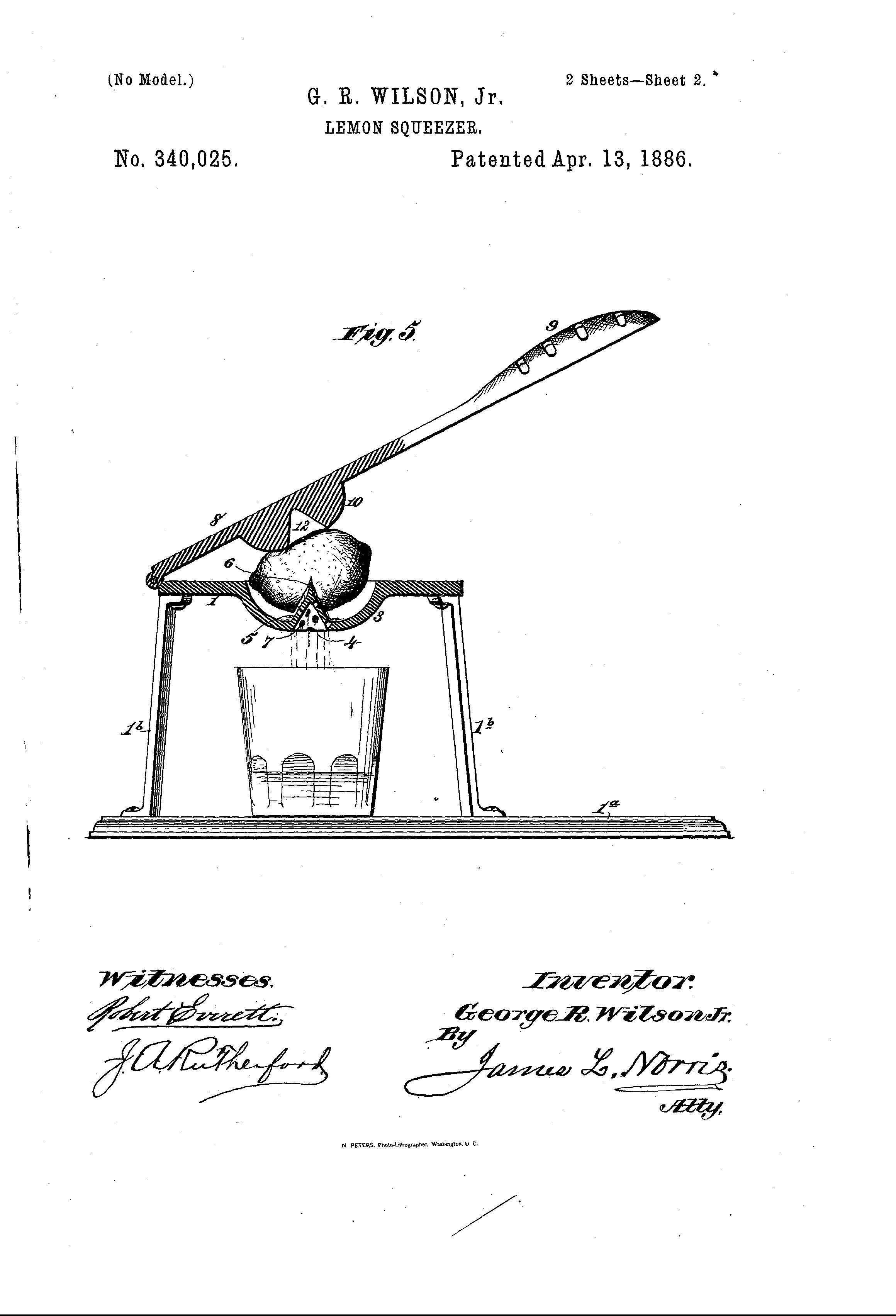
Wilson, 1886
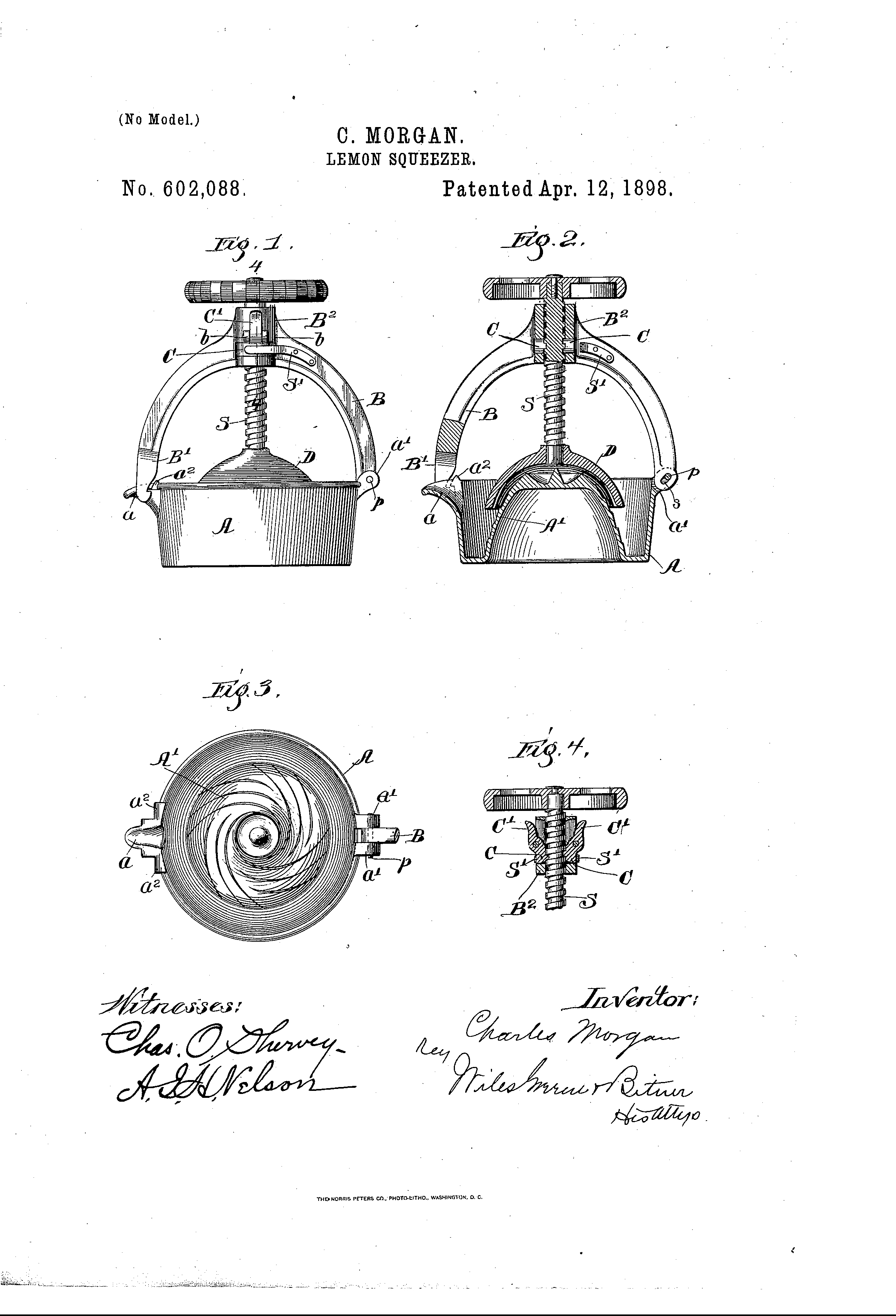
Morgan, 1896
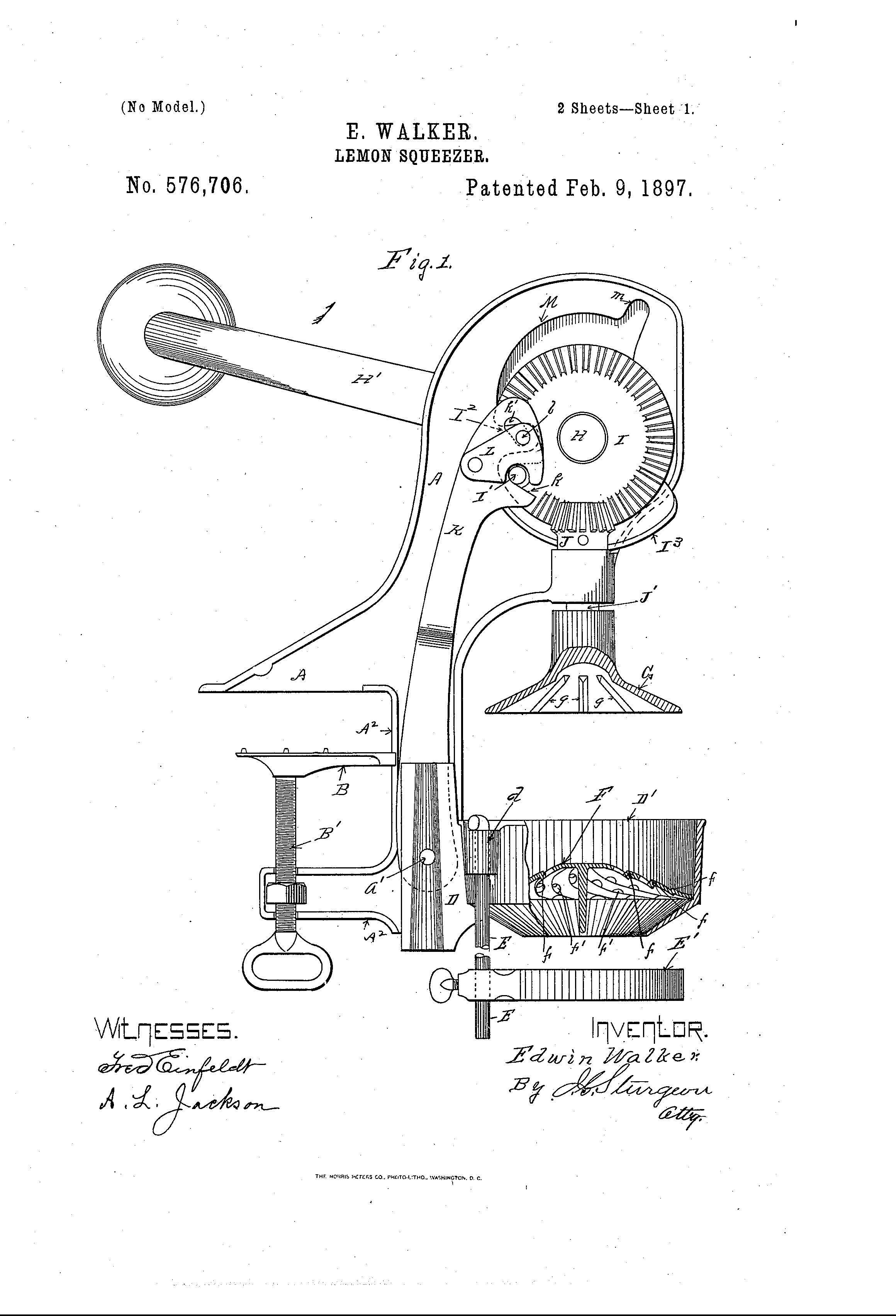
Walker, 1897
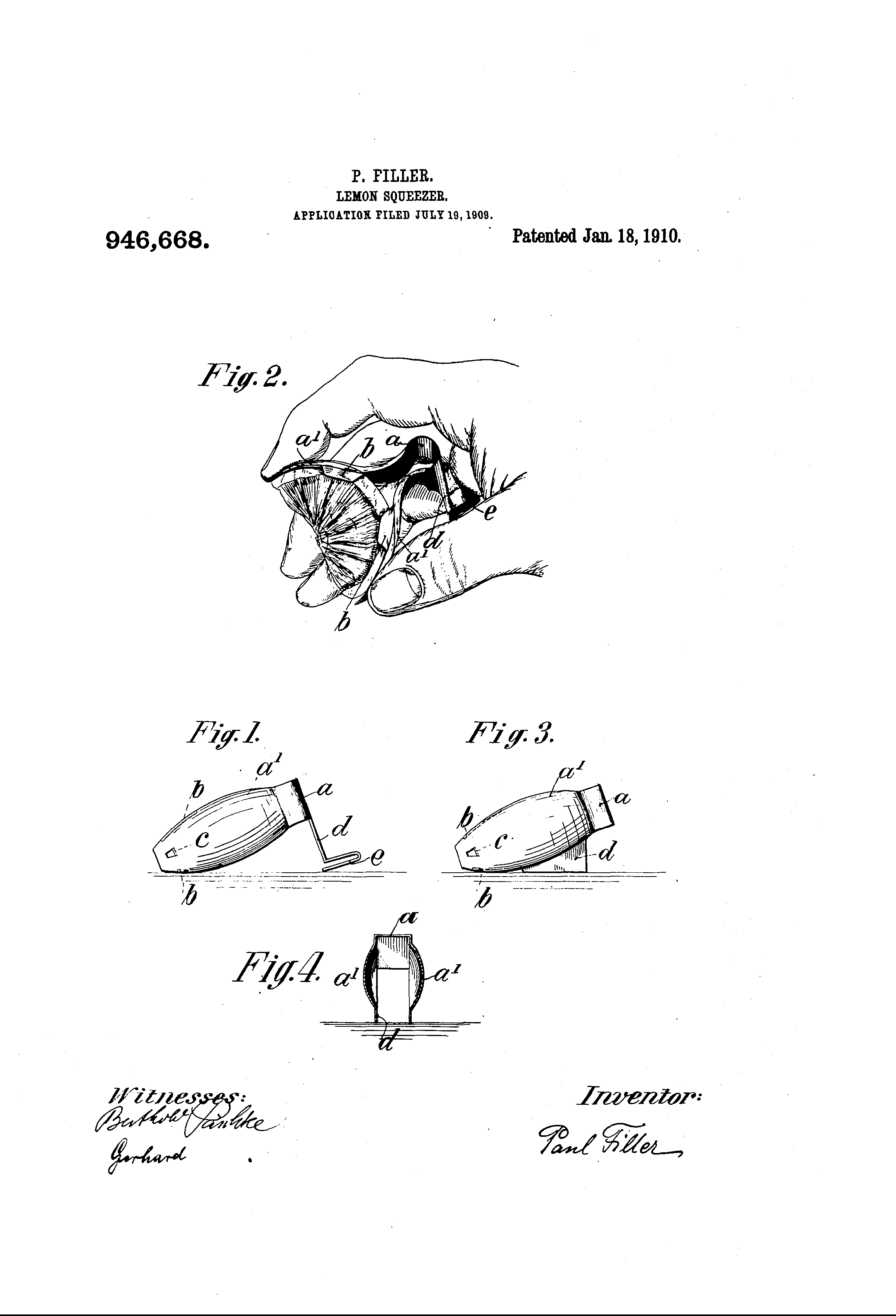
Filler, 1910
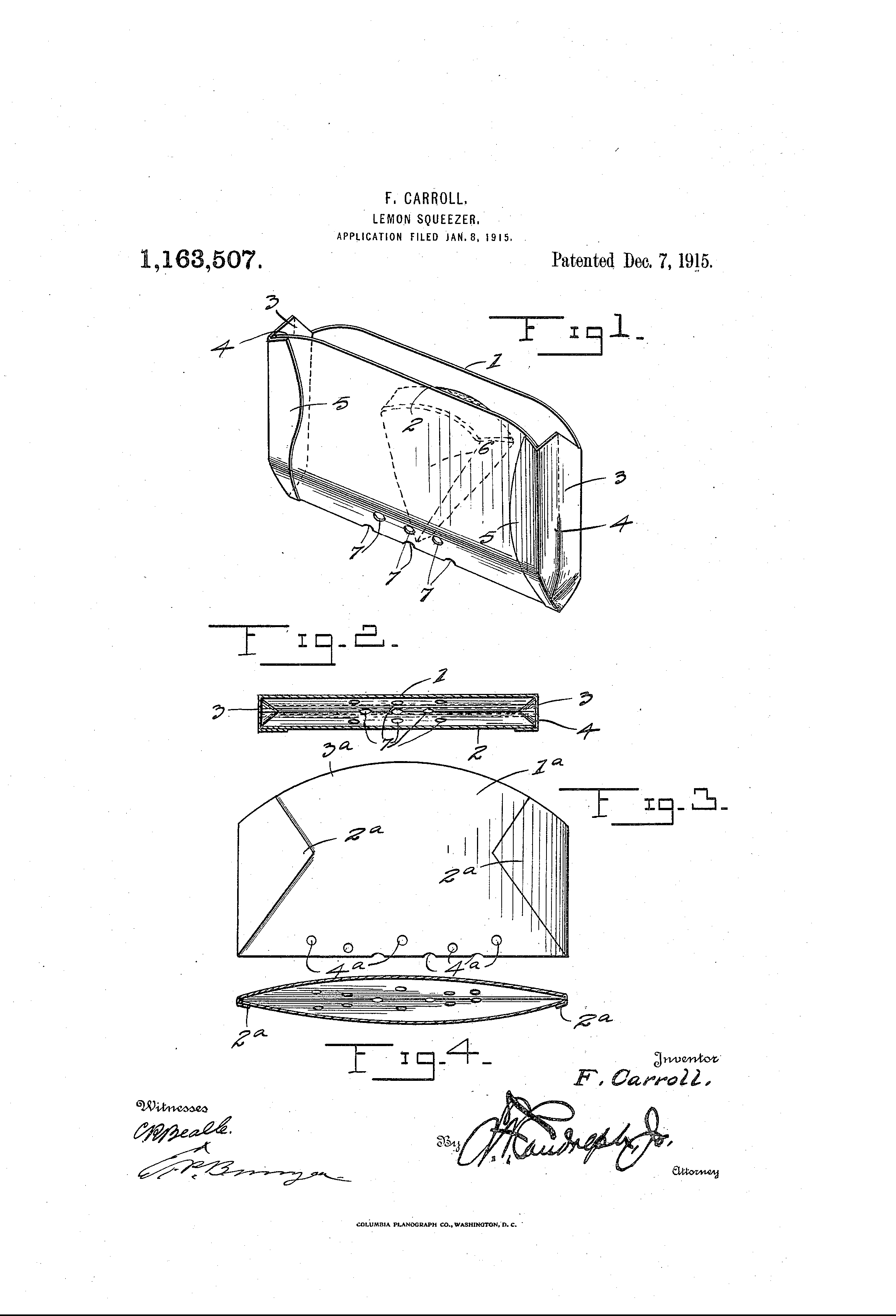
Carroll, 1915

### L'«œuf de Christophe Colomb»: le presse-citron en verre pressé.

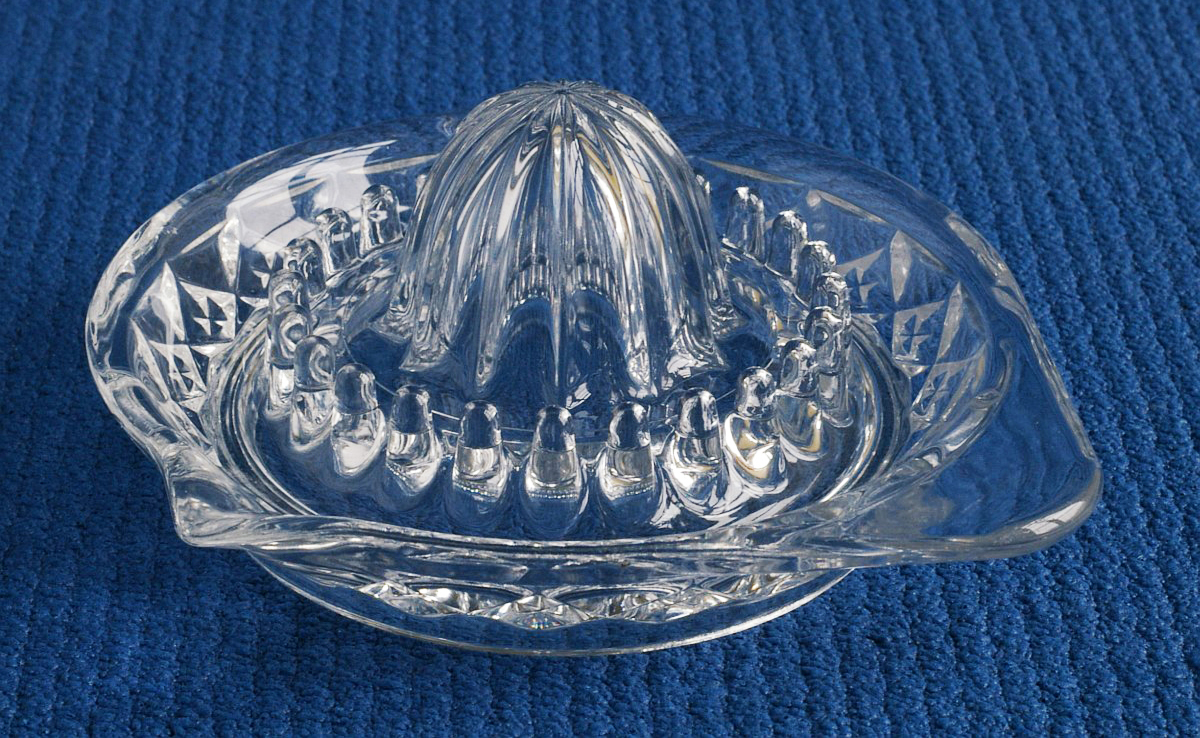
3 - Un presse-citron en verre pressé.

« Puis ils continuèrent à parler du presse-citron en verre, "l'œuf de Christophe Colomb", comme il l'appelait. En fait, il parlait, et elle bâillait intérieurement, pleine de compréhension, et prenant son parti. Quand on pense au passé, c'était affreux. On pouvait attraper des crampes du pouce, la moitié du jus restait dans le citron, et les pépins indésirables tombaient dans le verre. Maintenant, avec un presse-citron en verre à 50 sous, le jus coule en petit ruisseau dans la gouttière d'en bas, et les pépins indésirables restent dans celle d'en-haut. Le zeste est sec à l'intérieur comme le désert de Gobi. Maintenant, l'usurier peut dire : "Je l'ai pressé comme un citron !". »

Dans cet extrait de la nouvelle Flirt publiée en 1900, où le protagoniste s'adresse à sa bien-aimée, Peter Altenberg décrit avec emphase à quel point ce petit presse-citron en verre pressé (fig. 3), apparaissant dans les cuisines à la fin du XIXe siècle, était non seulement incroyablement simple d'utilisation, mais aussi abordable pour tous de par son bas prix.

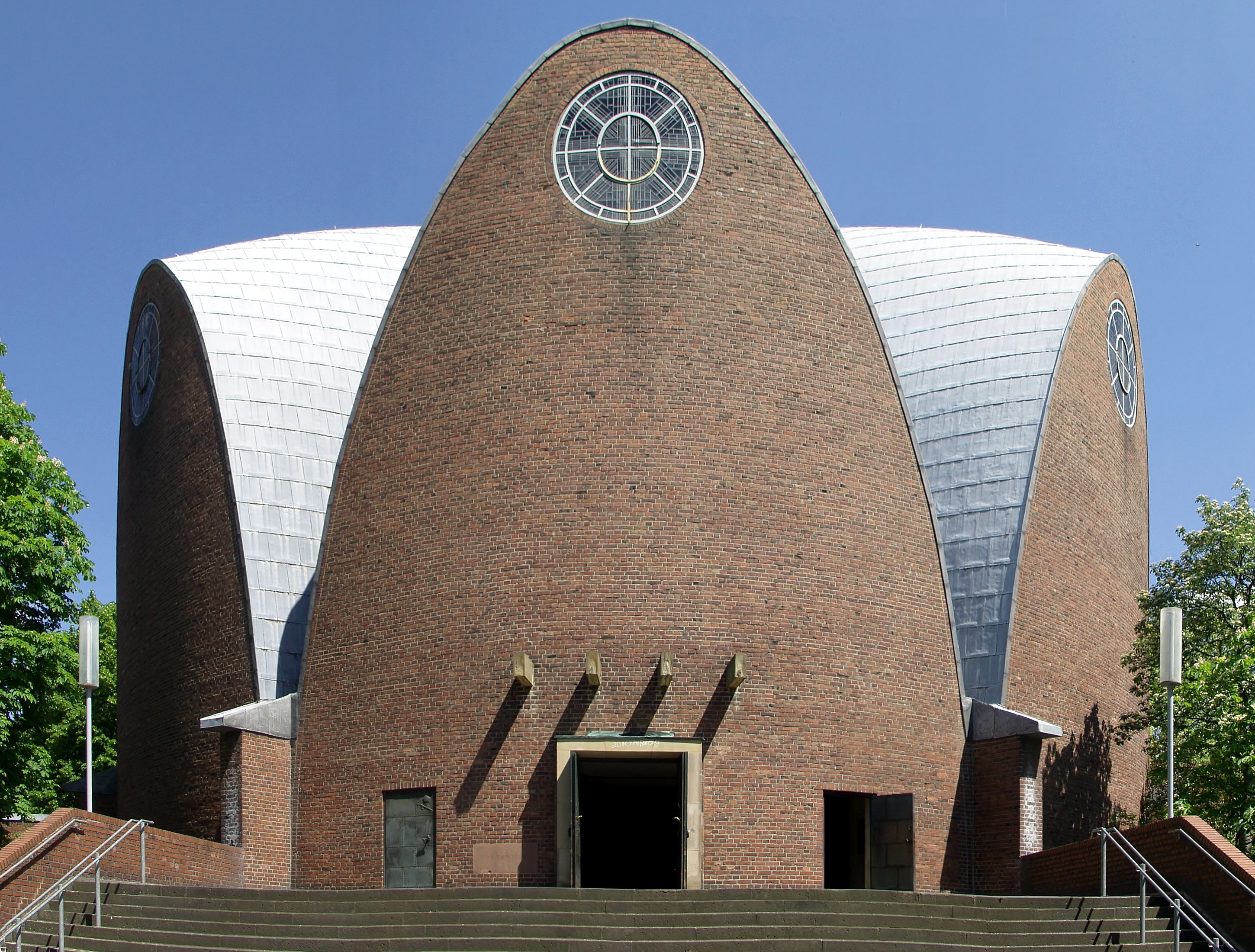
4 - L'église Saint-Engelbert à Cologne, construite de 1930 à 1932

Le presse-citron en verre apparaît aussi dans un autre bref récit d'Altenberg : « Pourquoi n'y a-t-il pas de novateur, de révolutionnaire, d'explorateur, d'éclaireur parmi les hôteliers et cafetiers ?! Par exemple : fournir un presse-citron en verre pour le thé, pour avoir tout le bon jus du citron immédiatement et commodément ?! ».

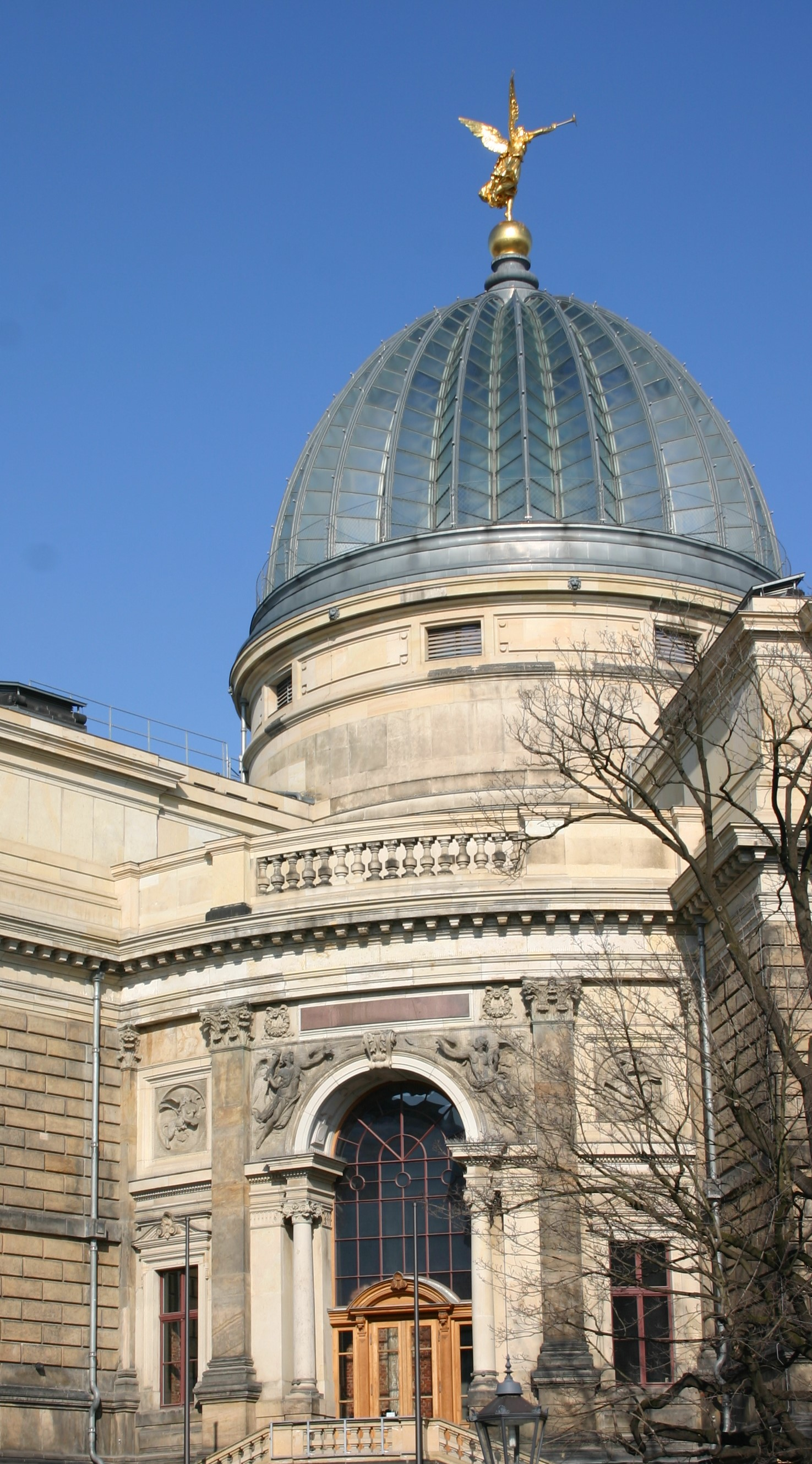
5 - La coupole de l'Académie des beaux-arts de Dresde a été surnommée le presse-citron, en raison de sa forme.

Dans un livre de cuisine paru dès 1873, on trouve écrit : « Pour obtenir tout le jus d'un citron, on coupe en morceaux le citron épluché, et dans chaque morceau, on pratique une fente dans la longueur, puis on le presse. Si l'on faisait des fentes dans la largeur, la plus grande partie des cellules contenant le jus resteraient intactes, et l'on obtiendrait ainsi très peu de jus. Mais depuis peu, on trouve dans chaque ménage ce petit presse-citron en verre très commode. » Ce petit œuf de Christophe Colomb a été le premier presse-citron, hors de la Turquie, ne se contentant pas de simplement de presser le citron, mais récoltant jusqu'aux dernières gouttes de jus grâce à son cône cannelé. Le principe de fonctionnement est resté inchangé jusqu'à ce jour, et la forme elle-même est devenue emblématique du presse-citron. Une forme qui a d'ailleurs été appliquée à l'église Saint-Engelbert de Cologne-Riehl par l'architecte Dominikus Böhm (fig. 4), à la coupole de l'Académie des beaux-arts de Dresde par Constantin Lipsius (en) (fig. 5), au sommet de la tour de l'Église Béthanie de Leipzig par Zweck & Voigt, ou encore aux chapeaux de feutre de l’armée néo-zélandaise (lemon squeezer hats). Les presse-citrons actuels, quelle que soit leur matière, sont tous dérivés de ce modèle.

## Fonctionnement

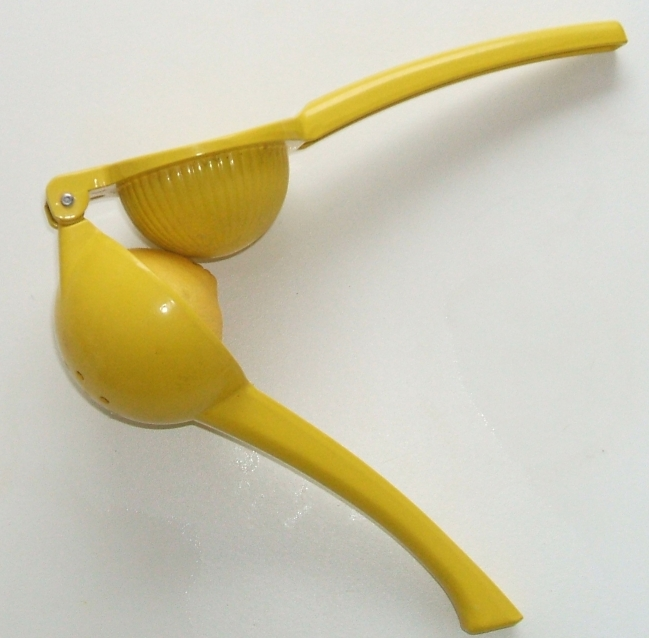
6 - Presse-citron en plastique à pince
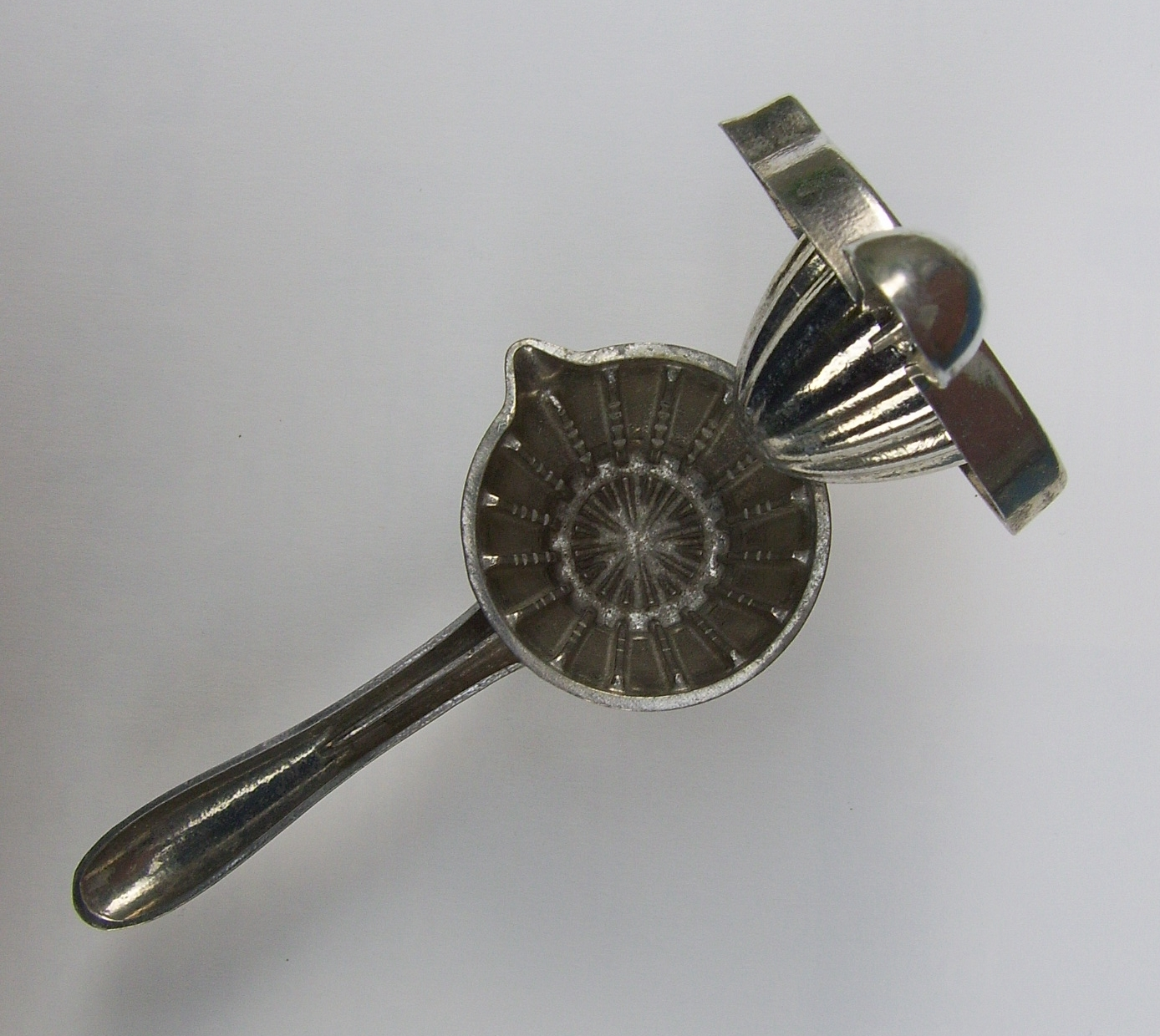
7 - Presse-citron à pince Limona, vendu par Westmark dans les années 1970
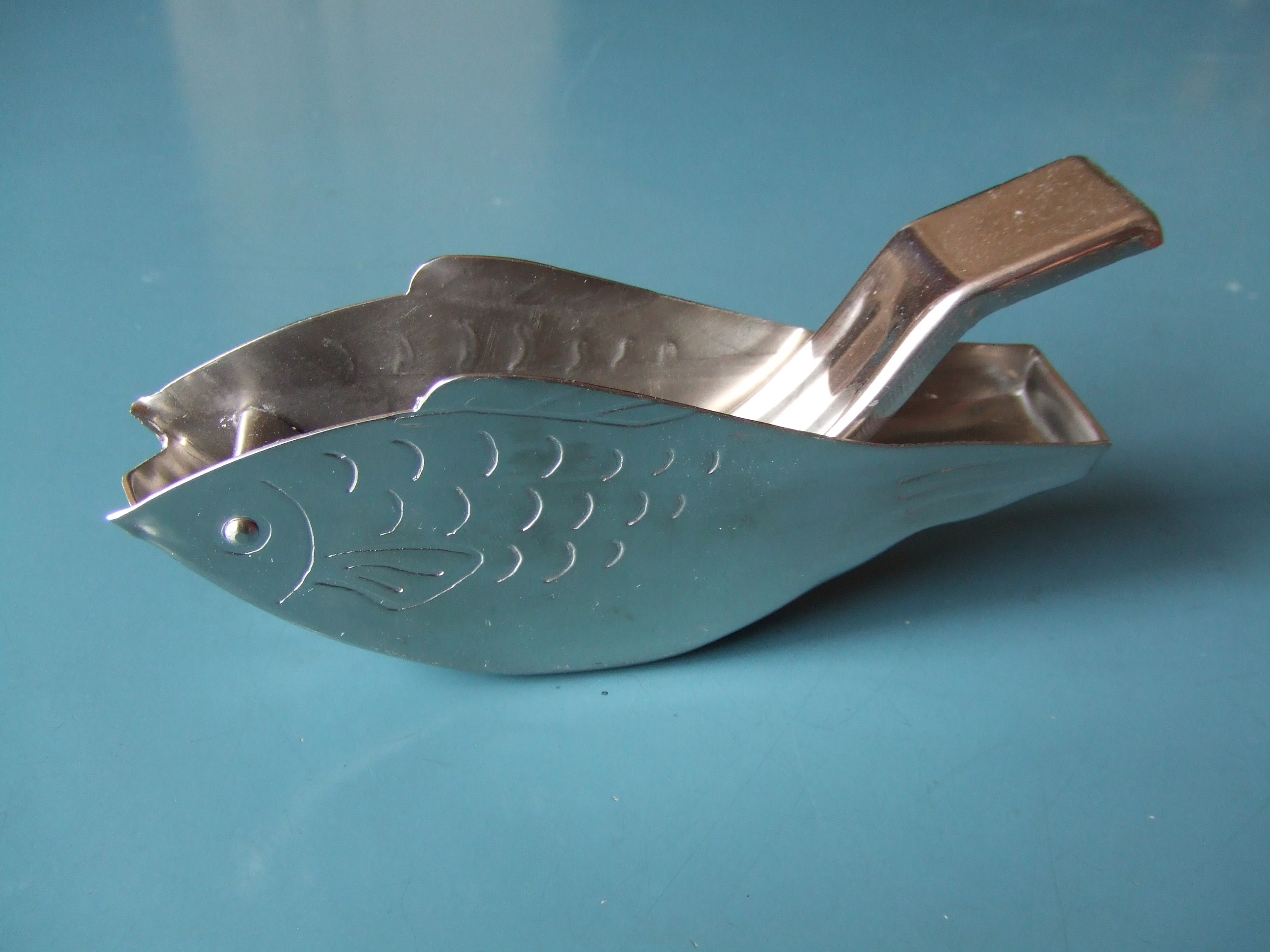
8 - Presse-citron en forme de poisson destiné à recevoir des quartiers
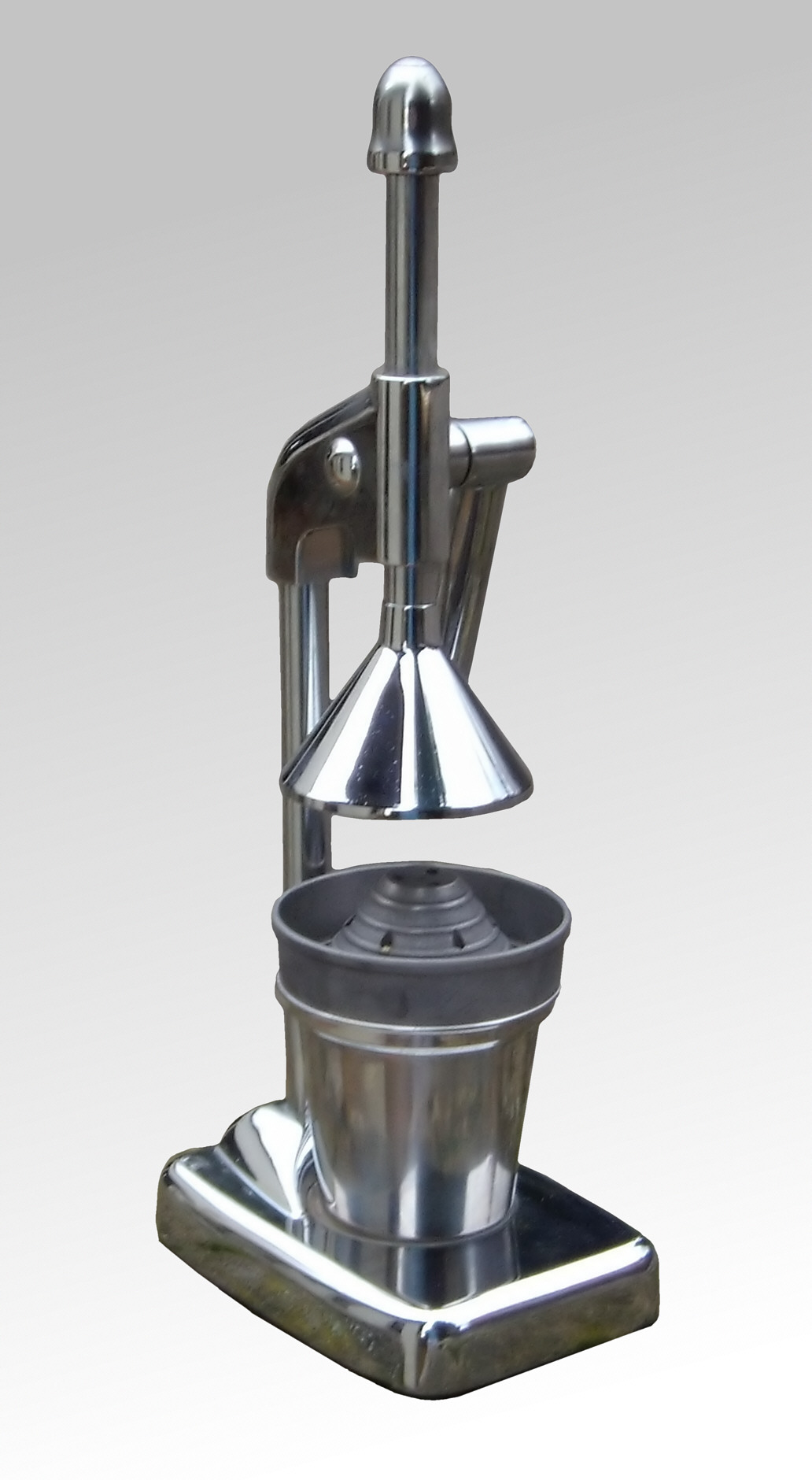
9 - Presse-citron à levier
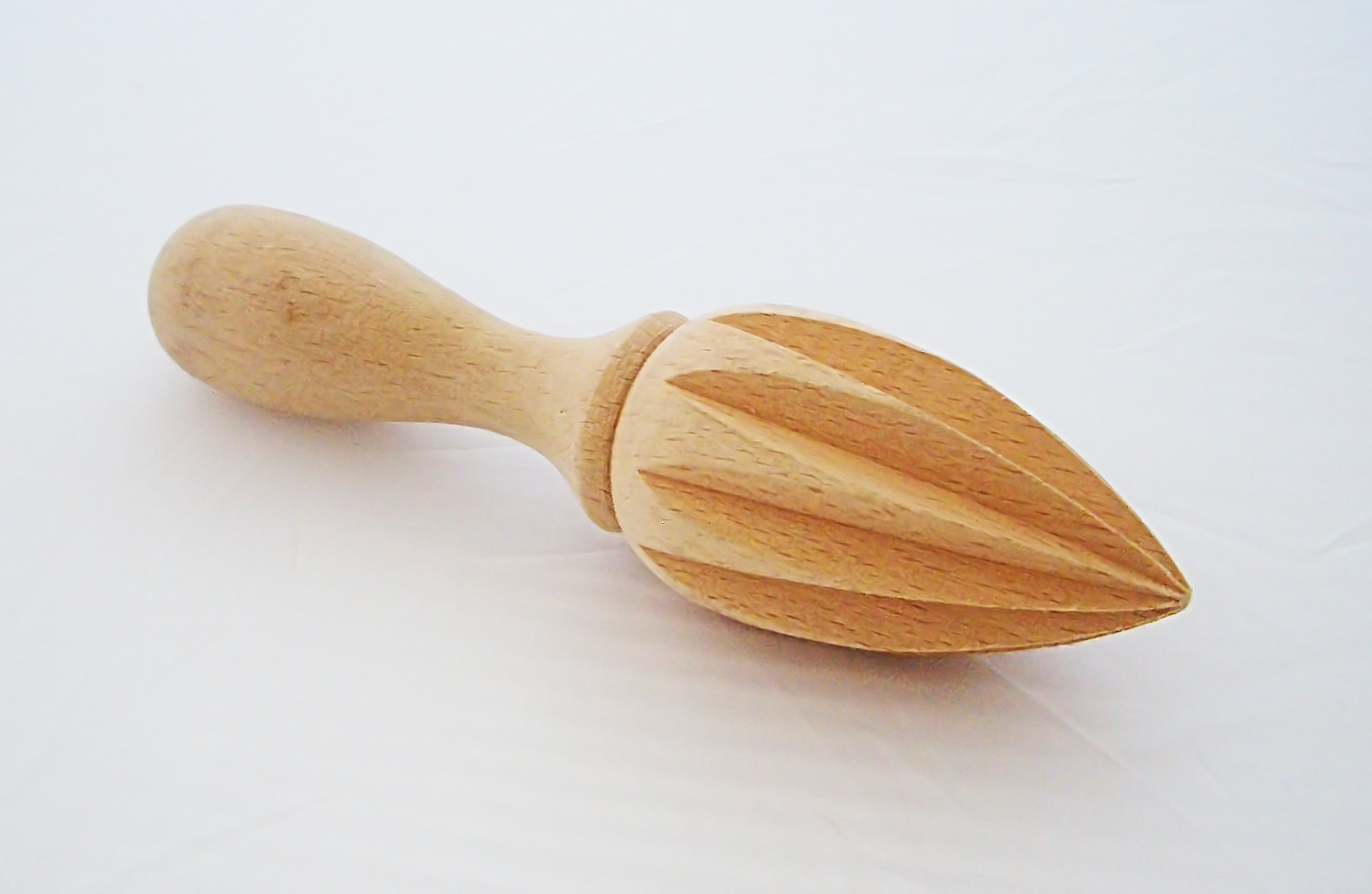
10 - Cône en bois presse-citron
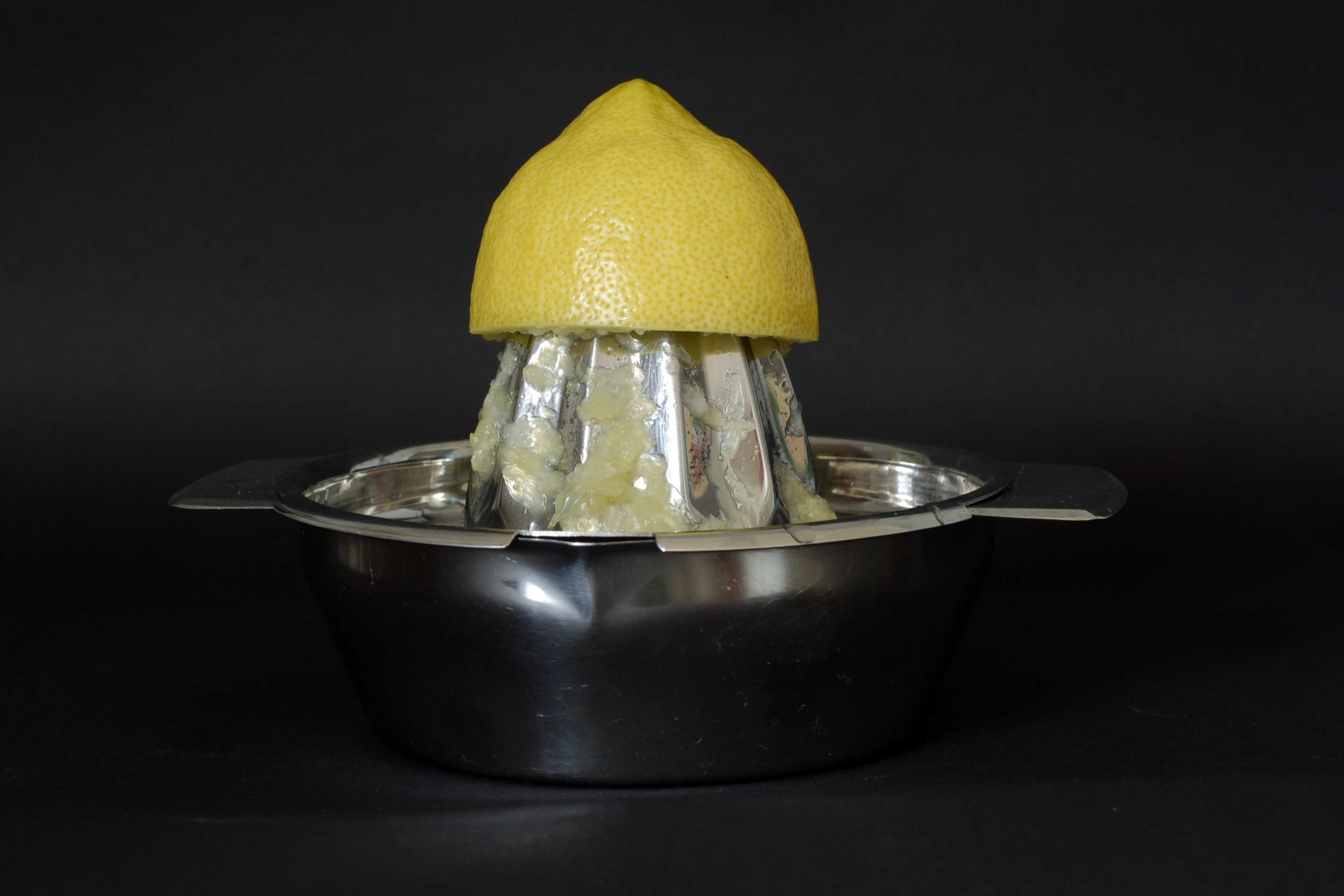
11 - Presse-citron en inox
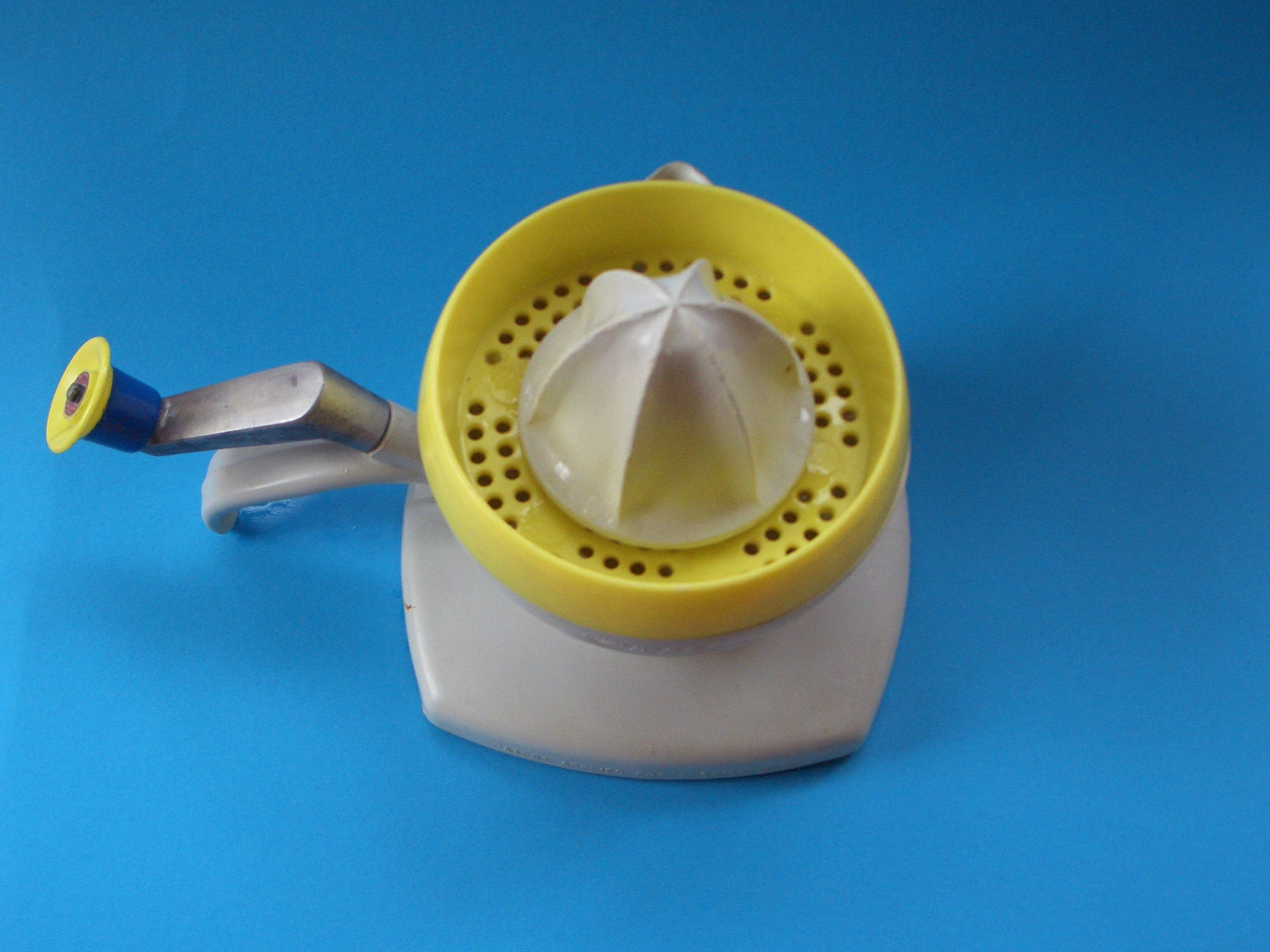
12 - Presse-citron en plastique à manivelle datant des années 1960
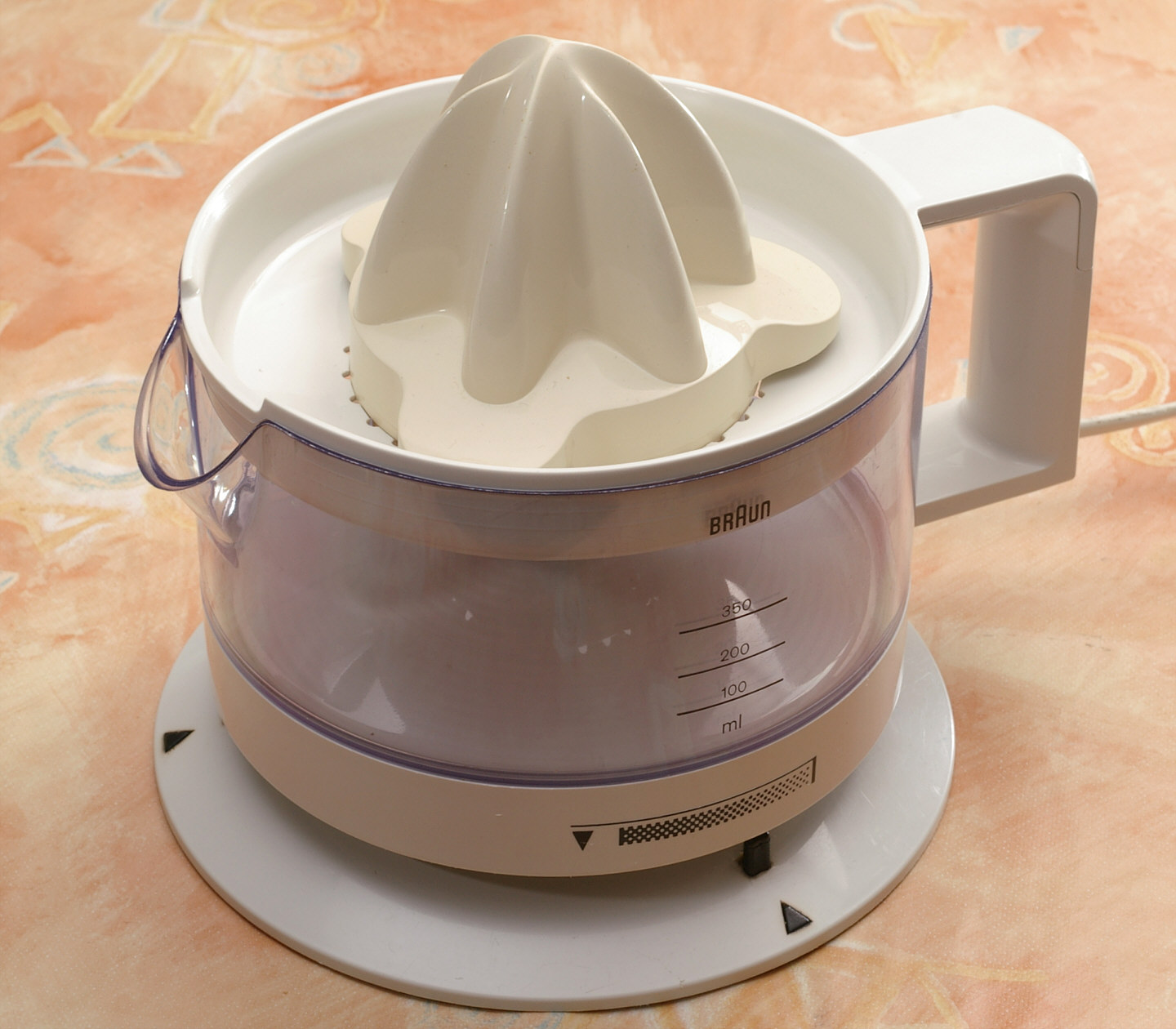
13 - Presse-citron électrique
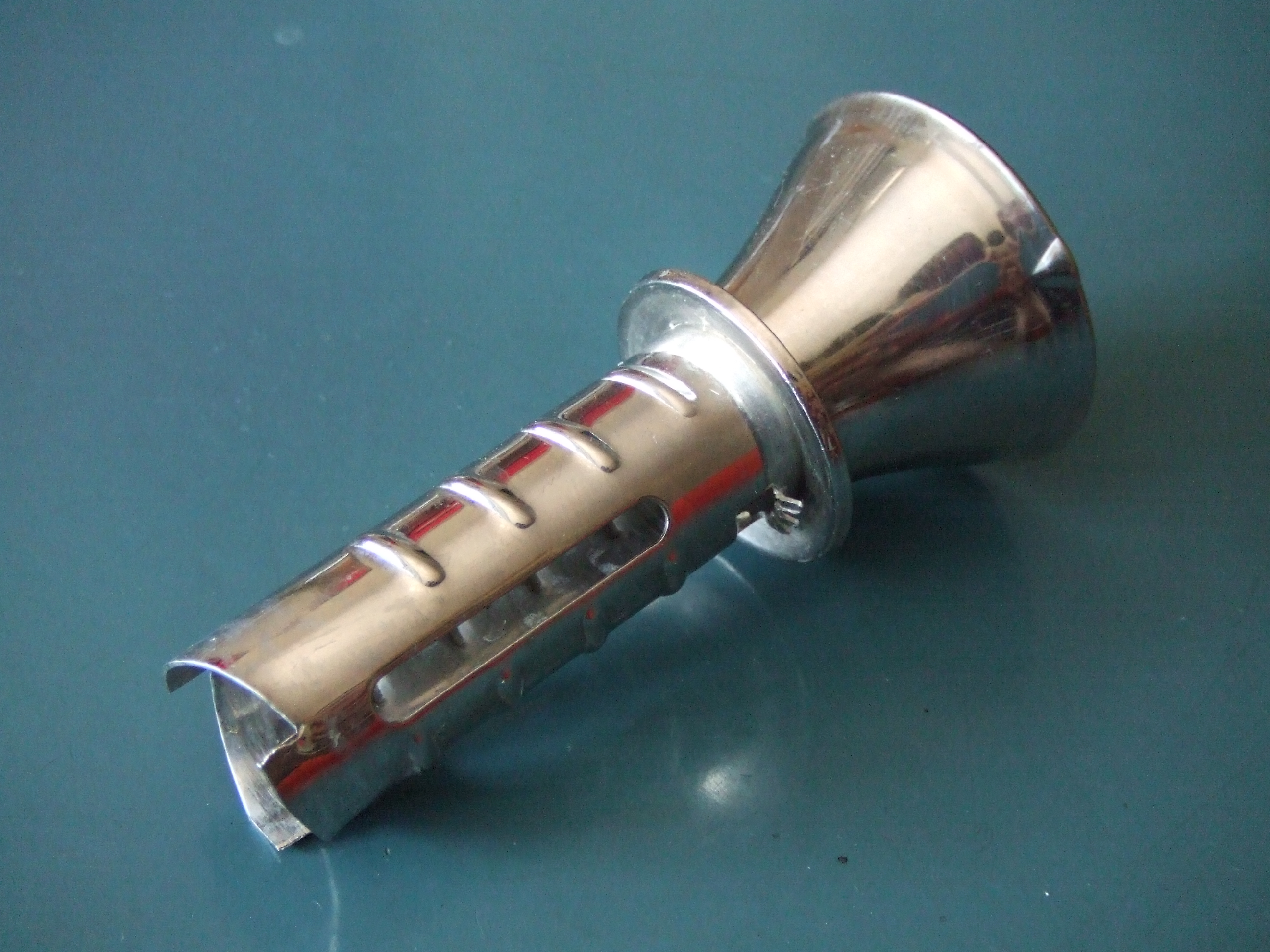
14 - Extracteur de jus de citron

Le principe fondamental de tous les presse-citrons consiste à exercer une pression sur le fruit afin d'éclater les membranes retenant le jus et de permettre à celui-ci de s'écouler. Comme le presse-citron doit résister à cette pression, les matériaux mous et facilement déformables ne sont pas adaptés. Les matériaux utilisés doivent également pouvoir résister à l'acidité du jus de citron. Selon le modèle, on presse le fruit entier (fig. 14) non pelé, un demi-citron (fig. 3), ou un quartier (fig. 8).

### Simple pression
Les presse-citrons en forme de pince, de presse, ou à levier, et les petites presses à main pour des quartiers produisent le jus uniquement par l'effet de la pression appliquée. Les pinces écrasent le fruit entre une partie convexe et une partie concave, qui peuvent être en forme de cylindre, de cône ou de demi-sphère. Le jus s'écoule par de petits trous pratiqués dans la partie concave. La pulpe et les pépins restent donc à l'intérieur. Initialement, ces presses étaient fabriquées en bois (fig. 1), maintenant elles sont désormais le plus souvent en plastique (fig. 6) ou en inox (fig. 7). En s'écoulant, le jus passe le long de l'écorce du fruit, absorbant les essences parfumées de cette dernière.
Cette méthode est utilisée sous une forme plus sophistiquée dans les presses à levier, couramment utilisées en restauration (fig. 9). Il s'agit là d'appareils fixes et lourds. La pulpe du fruit est écrasée à l'aide d'un levier qui presse des demi-citrons entre deux cônes. Le jus produit est ensuite séparé de la pulpe et des pépins à l'aide d'un filtre ou d'un tamis. Les presses à levier modernes sont fabriquées en inox.
Les petites presses à citron servant à presser des quartiers individuels fonctionnent également sur le principe de la pince. Elles sont généralement fabriquées en inox ou en plastique dur. Il existe deux modèles de base différents, auxquels s'ajoutent diverses ornementations, tels que des oiseaux ou des poissons. Dans un de ces modèles (fig. 8), le quartier de citron est posé dans une petite baignoire, un pressoir en forme de langue vient presser dessus, et le jus s'écoule par des trous percés sous la charnière. Dans l'autre forme de base, le quartier est posé perpendiculairement aux bras de la pince, qui ont tous deux une forme de pelle. Le jus s'écoule sur les côtés des pelles.

### Pression et rotation
L'appareil qui s'est aujourd'hui imposé dans l'usage domestique est essentiellement un cône arrondi dont la surface est cannelée, avec des arêtes émoussées pour ne pas arracher l'intérieur de la peau, qui est amère. On presse le fruit coupé en deux en l'appuyant sur le cône tout en le faisant tourner. Le cône tourne sous le fruit et le jus coule entre les cannelures jusque dans un récipient de récolte. En combinant pression et rotation, il est plus facile de faire sortir le jus qu'avec les modèles à pince ou à levier. Le modèle le plus rudimentaire est un cône, traditionnellement en bois, monté sur un manche (fig. 10). L'inconvénient de ce modèle est de ne pas retenir la pulpe et les pépins, et il expose presque inévitablement les mains au jus acide.
Le modèle très répandu en verre pressé possède autour du cône une gouttière où s'écoule le jus. Les pépins et la pulpe sont retenus par une rangée de picots sur le bord de cette gouttière, tandis que le jus s'écoule vers une deuxième gouttière située un peu plus bas (fig. 3). Certains modèles sont équipés d'une poignée et/ou d'un bec verseur. Ce genre de presse-citron est aujourd'hui généralement fabriqué en plastique ou en inox (fig. 11). Il existe également des modèles composés de deux parties séparées : une partie supérieure comprenant le cône cannelé et une gouttière munie de trous ou de fentes, et une partie inférieure comprenant un récipient pour recueillir et servir le jus, avec poignée et bec verseur.
Presque tous les presse-citrons de ce type possèdent des cannelures de même taille et faisant le même angle. Une étude d'ingénierie réalisée dans les années 1950 par Wilhelm Wagenfeld a pourtant démontré que des cannelures de tailles et d'angles différents conduisent à une meilleure extraction. Cependant, elles arrachent une plus grande partie de la peau intérieure du fruit, si bien qu'il faut également utiliser un moyen de filtrage plus efficace.
Les presse-citrons où le cône tourne lui-même sous le fruit requièrent moins de force. On peut obtenir ce résultat manuellement à l'aide d'une manivelle (fig. 12). Le fruit n'a plus besoin d'être tourné, ce qui rend ce genre d'appareil plus confortable et plus adapté pour de grandes quantités.
Dans les presse-citrons électriques (fig. 13), un moteur électrique (souvent synchrone) fait tourner le cône via un engrenage démultiplicateur. Le mouvement de rotation commence lorsqu'on presse le demi-citron sur le cône. Il existe également des presses automatiques qui assurent la coupe des fruits et l'expulsion des déchets en plus du pressage. Compte tenu de leur coût, elles ne sont rentables que pour de très grandes quantités, et ne sont en général utilisées que dans la restauration ou l'industrie agro-alimentaire.

### Centrifugation

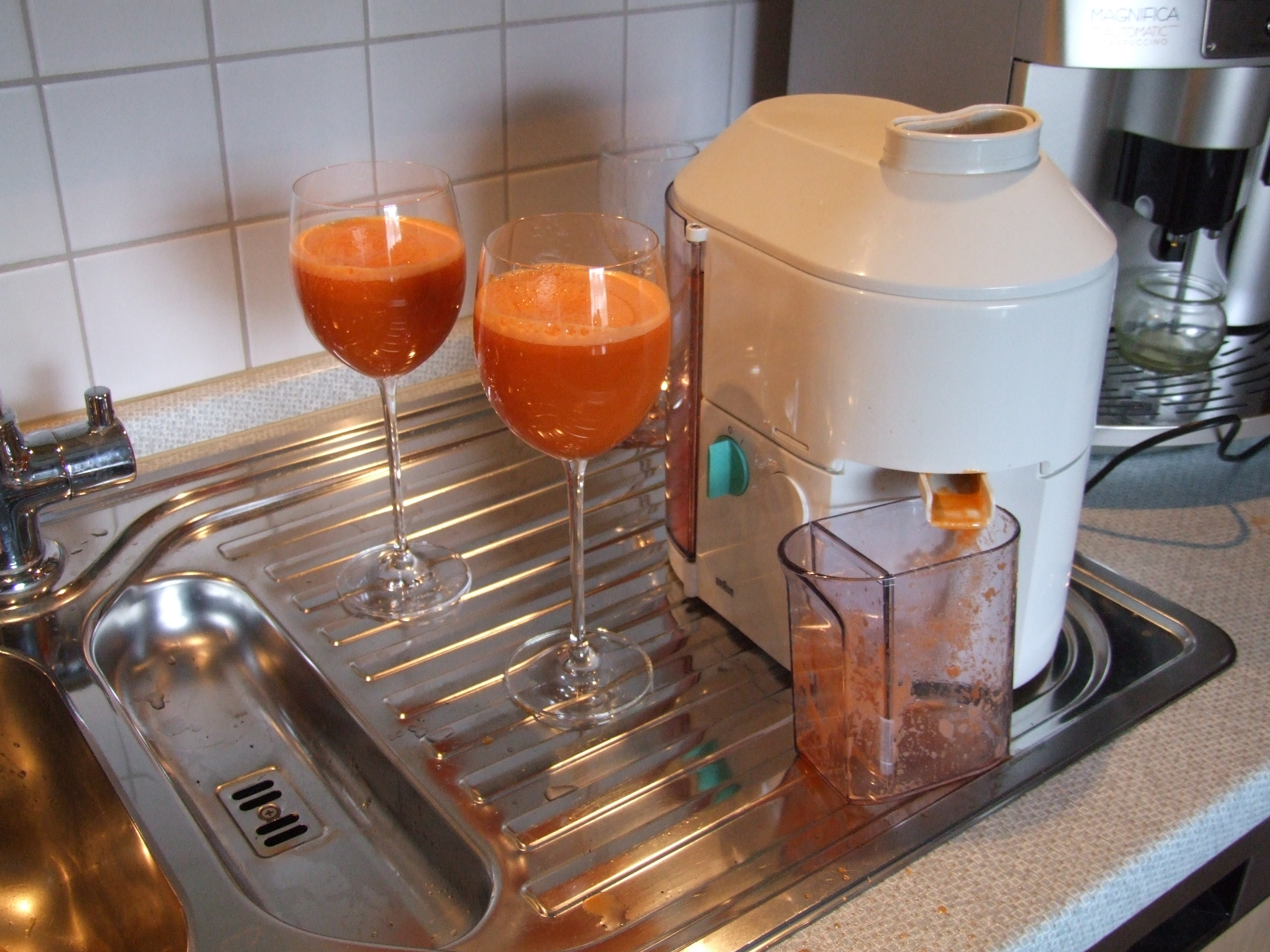
Centrifugeuse à jus

La centrifugeuse électrique est en quelque sorte la version ultime du pressage motorisé. Ce genre d'appareil n'est pas spécifique aux agrumes, mais peut aussi servir à extraire le jus de tout fruit ou légume. Les morceaux de fruit sont introduits par un orifice qui débouche sur un panier, dans lequel se trouve un disque tranchant tournant à grande vitesse. Les fruits, pressés contre ce disque par un cylindre, sont alors pulvérisés, et la pulpe se retrouve projetée contre les parois du panier, qui jouent le rôle de tamis. Le jus passe à travers ce tamis sous la pression de la force centrifuge, puis il est récupéré dans un récipient situé sous le panier.

### Extracteur de jus
L'extracteur de jus est un petit tuyau aux arêtes aigües et en forme de vis, le plus souvent en métal, parfois en plastique, percé de fentes, et que l’on visse à l'intérieur d'un citron entier (fig. 14). Dans un premier temps, les arêtes déchirent les membranes retenant le jus. Il suffit alors de presser le citron à la main pour que le jus s'écoule par les fentes, puis par le point d'entrée du tuyau dans le fruit. Cette méthode est particulièrement adaptée à de petites quantités. Le citron peut être conservé avec l'extracteur pendant quelques jours au réfrigérateur.

## Le presse-citron jetable
En restauration, on utilise parfois des citrons ou citrons verts coupés en deux puis emballés dans de petits sachets de gaze, de papier-filtre ou (à défaut) d'essuie-tout. Les clients peuvent ainsi presser le citron à la main, et l'emballage filtre la pulpe et les pépins. Le sachet et son contenu sont ensuite jetés comme déchet de cuisine.

## Le presse-citron, objet de décoration

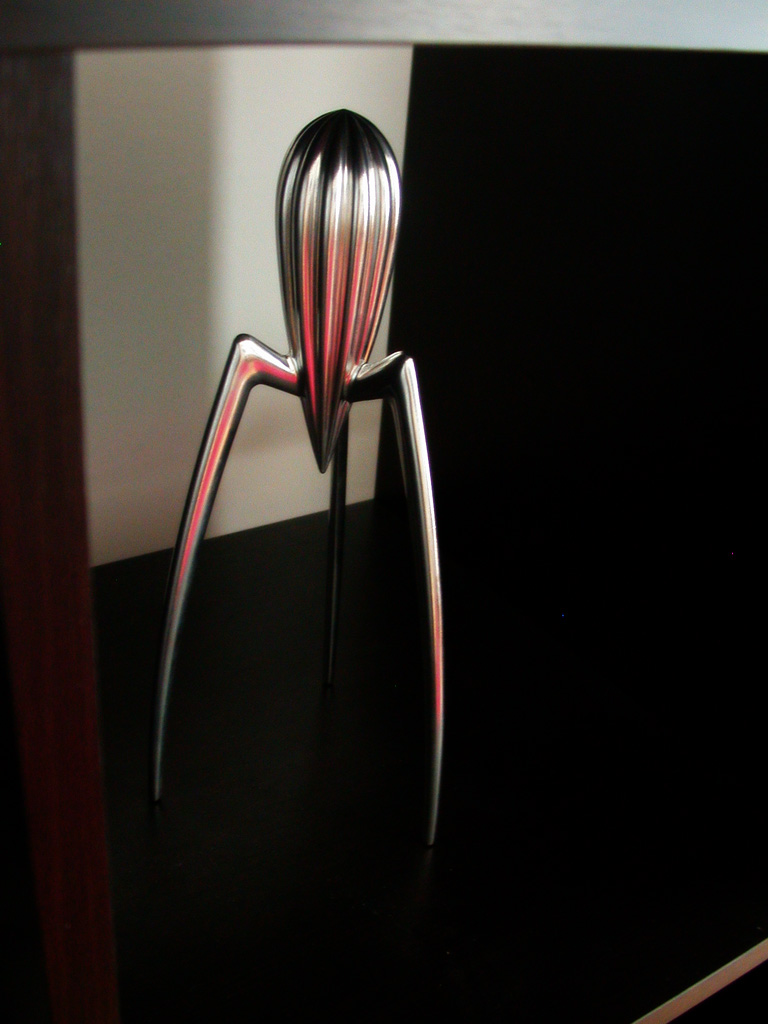
Un Juicy Salif.

Un des principaux presse-citron connu pour son design est le Juicy Salif, créé par le designer français Philippe Starck, et produit depuis 1990 par la firme italienne Alessi. Selon Starck, la forme du Juicy Salif serait inspirée d'un poulpe. Des esquisses réalisées sur une des nappes en papier du restaurant où l'idée est venue au designer illustrent le cheminement de conception de cet objet.
Ce modèle à trois pattes en aluminium fondu présente un cône rigide de 29 cm de haut et ne possède ni récipient pour recueillir le jus, ni filtre pour collecter la pulpe et les pépins. D'après Umberto Eco, ceci provient du fait que « le donneur d'ordre ne voulait pas du tout avoir un vrai presse-citron, mais un chef-d'œuvre, et un objet de conversation, que l'acheteur pourrait désirer comme une sculpture abstraite (au demeurant très belle, mais troublante comme un monstre marin), ou tout au moins comme un objet de prestige, mais pas du tout comme un ustensile de cuisine que l’on pourrait utiliser en pratique. »
Starck a la réputation, notamment à cause de cette invention, de représenter un design basé sur la sémantique, qui vise plus l'aspect communicatif de l'objet qu'à son côté pratique. Aux critiques sur le manque de fonctionnalité de son produit, le créateur français aurait répondu que la véritable fonction de l’objet n'est pas de presser des citrons, mais bien de lancer une conversation. Cette volonté ressort particulièrement sur la série dorée limitée à 9999 exemplaires numérotés dévoilée à l'occasion du jubilé de la firme Alessi en 2000. En effet, les presse-citrons de cette série sont munis de la mention : « Juicy Salif Gold est un objet de collection. Ne l'utilisez pas comme presse-citron : le contact avec l'acide pourrait endommager la couche dorée. »
Si le "Juicy Salif" de Starck est devenu une icône du post-modernisme des années 80 grâce au débat qu'il a engendré, d'autres designers ont également développé des presse-agrumes très innovants. Ceux-ci répondent à de nouveaux scénarios d'usage en considérant l'ergonomie de leur produit aussi importante que l'esthétique. En 1999, la société allemande Koziol a mis sur le marché "Ahoi", un presse-citron inspiré des bateaux en papier dessiné par l'architecte italien Paolo Pedrizzetti. En 2009, les Anglais de Joseph Joseph ont lancé le "Catcher", un presse-citrons pilon qui filtre les pépins, imaginé par Graeme Davies. En 2011, l'entreprise néerlandaise Royal VKB a commercialisé le "Citrange", un presse-agrumes ludique qui se place directement sur le verre, conçu par le designer belge Quentin de Coster. En 2012, la société espagnole Lékué a lancé son "Citrus Spray" un extracteur de jus sous forme de pulvérisateur développé par les créateurs Papila Studio in collaboration with Joanrojeski.